# 吾平站
吾平站（日语：／ Aira eki */?）曾經是一個位於鹿兒島縣鹿屋市吾平町麓（廢止時是肝屬郡吾平町麓）、屬於日本國有鐵道（國鐵）大隅線的鐵路車站（廢站）。伴隨大隅線的廢線於1987年（昭和62年）3月14日廢站。

## 相鄰車站
日本國有鐵道
大隅線
論地－吾平－永野田